# Rosalba Bolognini
Rosalba Bolognini, née en 1680 ou en 1683 et morte le 5 juin 1735, est une peintre italienne.

## Biographie
Rosalba Bolognini est la fille du peintre baroque Giacomo Bolognini (it), qui lui apprend les rudiments de la peinture.
Elle se fait remarquer pour ses peintures de paysages, notamment des copies de tableaux des alentours de Bologne, tels que le Mont Paderno, ou le lieu-dit Gaibola avec son église (it).
Ses tableaux intègrent parfois des figures réalisées par son père. 
Par exemple, au XVIIIe siècle, Marcello Oretti suppose qu'un paysage « digne d'éloges », conservé dans un palais de la famille Pepoli, est le fruit d'une collaboration entre Rosalba et Giacomo Bolognini. À son tour, en 1990, l'historien de l'art Angelo Mazza suggère la même chose par rapport au tableau Moïse sauvé des eaux, où il remarque deux mains différentes.
Le tableau Tobie et l'Ange, l'unique qui soit conservé de la production de Rosalba Bolognini, est également attribué aux deux artistes.
Oretti signale aussi d'autres tableaux de l'artiste chez des particuliers, tels que le Christ avec deux disciples sur le chemin d'Emmaüs ou La Samaritaine au puits, aujourd'hui perdus. Son portrait en demi-figure, en train de peindre une Madone, réalisé par un peintre véronais, est également perdu,. 
L'époux de Rosalba Bolognini, le médecin, philosophe, lecteur de logique, de chirurgie, d'anatomie et de médecine théorique bolonais Lodovico Laurenti (1656-1704), fasciné par les arts et les artistes, est l'auteur d'un écrit sur les peintres bolonais (Vite de moderni bolognesi pittori). Accusé par le Saint-Office « d'idées rebelles et de maximes dangereuses », il est décapité en prison le 5 décembre 1704, sans sacrements. Les sources ne nous apprennent pas quel est l'impact de cette affaire sur la vie et la carrière de Rosalba Bolognini.
Elle meurt le 5 juin 1735 et elle est inhumée dans l'église Blaise-de-Sébaste, à Bologne ; mais l'âge auquel elle meurt est incertain : 52 ans pour certains, 55 ans pour d'autres,.